# Carnuel (Nuevo México)
Carnuel es un lugar designado por el censo ubicado en el condado de Bernalillo en el estado estadounidense de Nuevo México. En el Censo de 2010 tenía una población de 1232 habitantes y una densidad poblacional de 87,68 personas por km².

## Geografía
Carnuel se encuentra ubicado en las coordenadas 35°3′35″N 106°27′27″O / 35.05972, -106.45750. Según la Oficina del Censo de los Estados Unidos, Carnuel tiene una superficie total de 14.05 km², de la cual 13.97 km² corresponden a tierra firme y (0.55 %) 0.08 km² es agua.

## Demografía
Según el censo de 2010, había 1232 personas residiendo en Carnuel. La densidad de población era de 87,68 hab./km². De los 1232 habitantes, Carnuel estaba compuesto por el 78.41 % blancos, el 0.57 % eran afroamericanos, el 2.27 % eran amerindios, el 0.57 % eran asiáticos, el 0 % eran isleños del Pacífico, el 14.77 % eran de otras razas y el 3.41 % pertenecían a dos o más razas. Del total de la población el 53.33 % eran hispanos o latinos de cualquier raza.